# Ляды (Бежецкий район)
Ляды́ (первоначально Леда́, Ляд) — деревня в Бежецком муниципальном округе Тверской области. До апреля 2023 г. входила в состав упраздненного Фралёвского сельского поселения.

## Географические данные
Находится в 11 километрах к северу от Бежецка и 10 километрах к северу от Фралёва.
С Бежецком деревню соединяет шоссейная дорога Бежецк — Ляды.

## Население
| 2008 | 2010 |
| ---- | ---- |
| 251  | ↘192 |

## История
Первые упоминания деревни датируются 1627 годом.
По данным переписи 1709 года деревня принадлежала Московскому Новодевичьему монастырю. Секуляризационная реформа 1764 года, проведённая Екатериной II, освободила жителей деревни от монастырской зависимости и перевела их в разряд «экономических крестьян».
До административно-территориальной реформы 1919 года деревня была в составе Новской волости Бежецкого уезда.
Жители деревни были прихожанами Троицкой (постройки конца XVIII века) и Смоленской (постройки начала XIX века) церквей села Алабузино, находившихся в 3 верстах от деревни.
В 1859 г. в деревне «при пруде и колодцах» было 51 двор и проживало 311 человек: 152 мужчины и 159 женщин. Деревня считалась «казенной» (в ней жили государственные крестьяне).
1887 г: деревня на равнине, 11 колодцев и 2 пруда, кузница, Дворов — 66.
Население — 392 человека: 187 мужчин, 205 женщин. Число семей — 66, одна безземельная семья. Грамотных — 40 мужчин, учащихся — восемь мальчиков.
Число скота: лошадей — 57, коров и быков — 99, овец — 38, свиней — одна. Безлошадных хозяйств — 12, хозяйств без коров — 5.
В деревне с незапамятных времен занимались вязанием варежек и чулок.
В 1901 г. в деревне было 46 дворов и проживало 185 мужчин и 206 женщин.
В 1915 г. деревня насчитывала 87 дворов.
В 1919 году в был создан Лядовский сельсовет в качестве административно-территориальной единицы сначала Алабузинской волости Бежецкого уезда, а затем Бежецкого района.
В советское время жители деревни состояли в колхозе «Ленинский Путь».
Во время Великой Отечественной войны на фронте погибли и пропали без вести 37 жителей деревни.
В начале 1950-х годов в деревне была создана машино-тракторная станция, которая просуществовала до 1959 г.
В середине 1950-x годов деревню электрифицировали.
Централизованное водоснабжение из артезианской скважины было организовано в 1974 году.
В 2020 г. к деревне подведён межпоселковый газопровод.

## Этимология
Название деревни происходит от «лядо, лядина, лядинка» — пахотный участок среди лесов на месте вырубки или пожарища.

## Достопримечательности
Деревянная часовня Божьей Матери Трёх Радостей 1874 г. постройки.
Памятник войнам, погибшим в годы Великой Отечественной войны.